# 番杏属
番杏属（学名：Tetragonia）是番杏科下的一个属，为草本或亚灌木植物。该属共有50－60种，分布于美洲、大洋洲和亚洲海岸。